# 吳泰杬
吳泰杬（：／ Oh Tae-won，1959年7月19日—），是大韓民國政治人物，現任第18任釜山廣域市北區區廳長。

## 選舉
在2022年第8次全國同步地方選舉中，宣布競選北區廳。2022年5月2日被確認為國民力量候選人。在隨後的選舉中，他擊敗了現任區長共同民主黨的鄭明姬當選。